# Emerson José da Conceição
Emerson José da Conceição, meglio noto come Emerson (Rancharia, 3 agosto 1982), è un ex calciatore brasiliano, di ruolo portiere.

## Carriera
Ha giocato nella massima serie dei campionati brasiliano e singaporiano, e nella seconda divisione brasiliana.